# Stade Roland-Garros
Pour les articles homonymes, voir Roland Garros (homonymie).
Le stade Roland-Garros est un stade de tennis  construit en 1927 et situé dans l’ouest de Paris au niveau de la porte d'Auteuil, en lisière du bois de Boulogne. Il accueille tous les ans les Internationaux de France de tennis (créés en 1891), ainsi que le Paris Major Premier Padel (depuis 2022).
Le nom du stade a été choisi en hommage au pionnier de l’aviation Roland Garros, décédé dans un combat aérien de la Première Guerre mondiale en 1918.
Le stade Roland-Garros regroupe au total 18 courts. Les trois plus grands sont le court Philippe-Chatrier (ou court central), le court Suzanne-Lenglen et le court Simonne-Mathieu.

## Histoire

### Création du stade
Le stade Roland-Garros est construit, en bois, durant l'hiver 1927-1928 afin d'accueillir en 1928 la finale de la Coupe Davis 1928, rapportée en France par les « Quatre Mousquetaires » car les installations préexistantes étaient trop petites. Il s’étend sur 3,25 hectares et comporte 5 courts, le plus grand (le court central) pouvant accueillir 10 000 spectateurs.
Le stade est construit sur un terrain du Stade français.
Ce stade est utilisé depuis cette même date pour les Internationaux de France (créés en 1891) qui portent désormais le nom du stade : Internationaux de France de Roland-Garros.
C'est Émile Lesieur, international français de rugby à XV, auteur du tout premier essai du Tournoi des cinq nations, et ancien camarade de Roland Garros à HEC dans la promotion 1908, qui impose le nom de son ami aviateur et grand sportif, mort pour la France en combat aérien le 5 octobre 1918, afin d’honorer sa mémoire.

### Seconde Guerre mondiale: camp de transit pour étrangers jugés indésirables
Durant la Seconde Guerre mondiale, le stade est réquisitionné par les autorités et devient un camp de transit pour étrangers jugés indésirables (les prisonniers sont parqués sous le Central ; Arthur Koestler est l'une des 600 personnes qui y passèrent),,.
Dès 1941, les Internationaux de France deviennent le « tournoi de France » et se déroulent au stade Roland-Garros. Seuls les Français et quelques francophones jouent ces tournois. Bernard Destremau remporte le tournoi de France en 1941 et 1942 avant d'aller combattre sur le front dans l'Armée française de la Libération. Revenu de la guerre, Yvon Petra lui succède les années suivantes. Chez les femmes, Raymonde Veber Jones gagne le tournoi de 1944. Oubliés, ces tournois ne sont pas comptabilisés dans l'histoire officielle de la compétition (qui arrête son décompte en 1939 et le reprend en 1946).

### Années 1970: 9 courts

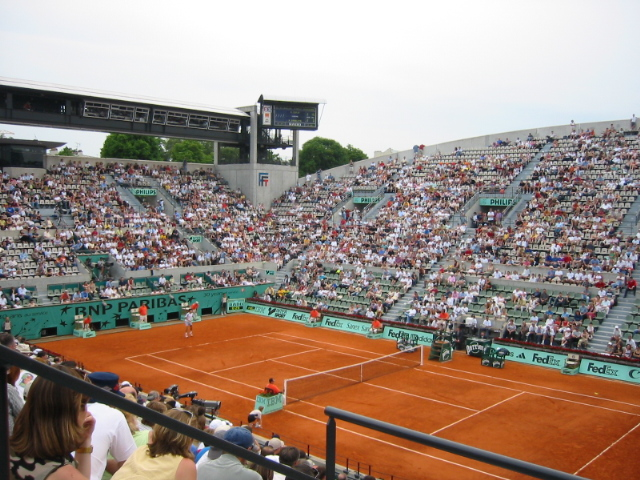
Court Suzanne-Lenglen de Roland-Garros.

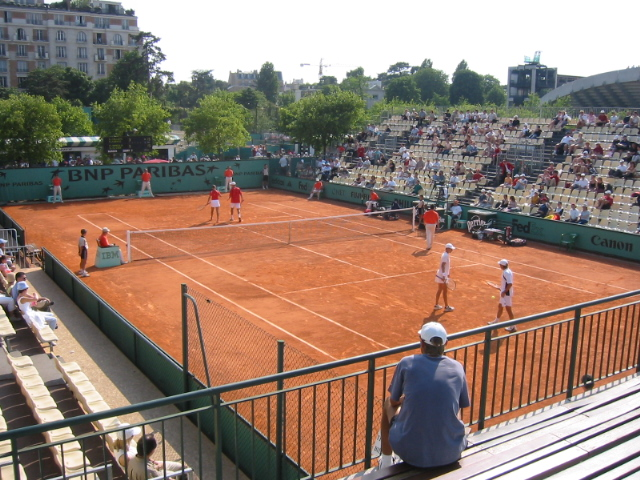
Qualification en double sur les courts secondaires de Roland-Garros.

Plan du stade en 2012.

Au milieu des années 1970, le stade compte 9 courts et s’étend sur une superficie de 3,35 hectares. En 1975, le court central connaît ses premiers travaux. Des bureaux de la FFT sont construits sous la tribune C du court central.

### Extension du stade pendant les années 1980-1986
Pendant les années 1980 à 1986, le stade Roland-Garros s’agrandit et passe alors sur 5,7 hectares. 9 nouveaux courts sont construits.
Le court central bis, dénommé plus tardivement court no 1, est construit entre les éditions 1979 et 1980 du tournoi, sur l’ancien emplacement de deux courts et de l'Institut Marey. Il peut alors accueillir 4 500 spectateurs. De plus, trois courts semi-enterrés sont construits et la tribune D du court central est rénovée. Les travaux sont évalués à 32 millions de francs, soit 4,9 millions d’euros. La superficie du stade Roland-Garros passe de 3,35 à 4 hectares et il compte désormais dix courts.
Les courts 2, 3 et 4 sont réaménagés en 1983. Entre 1982 et 1986, un mur anti-bruit et des locaux pour les joueurs et la presse sont construits. Le Centre national d'entraînement est créé. La superficie est étendue à 6 hectares, 6 nouveaux courts sont construits et trois courts existants sont rénovés. À l'issue de ces travaux, qui ont coûté 52 millions de francs (7,9 millions d'euros), le stade compte 19 courts.

### Modernisation du court central et aménagement de la place des Mousquetaires (1987-1991)
Entre 1987 et 1991, la tribune B haute du court central est détruite et reconstruite. Un centre de presse organisé sur trois niveaux est créé. En plus, 28 cabines TV sont créées au sommet de la tribune C. La place des Mousquetaires est aménagée en 1989, avec la pose des statues en bronze de René Lacoste, Jean Borotra, Henri Cochet et Jacques Brugnon (les Quatre Mousquetaires du tennis français) créées par le sculpteur italien Vito Tongiani. Le coût de ces travaux s'élève à 70 millions de francs (10,7 millions d'euros).

### Construction de nouveaux courts dont le court Suzanne Lenglen de 1992 à 1994
En 1994, un nouveau central de 10 000 places est construit. Il est appelé « court A » jusqu'à ce qu'il prenne en 1997 le nom de Suzanne Lenglen, ancienne joueuse de tennis française et première star internationale du tennis féminin. L'extension du stade comprend également la construction de sept courts en terre battue supplémentaires, portant le nombre total de courts à 23 (18 courts sur lesquels se déroule le tournoi, et 5 courts d'entraînement), d'un double gymnase enterré et de 5 courts en dur. Le coût de ces travaux, qui ont duré de 1992 à 1994, s'élève à 230 millions de francs (35 millions d'euros). La superficie du stade est alors de 7,9 hectares.

### Rénovation du court central et constructions de nouveaux courts de 1999 à 2008
Le changement le plus notable est le réaménagement du court central. Après l'édition 1999 du tournoi, les tribunes A et D du court Central sont détruites pour être reconstruites, augmentant le confort mais réduisant la capacité d'accueil du court, qui passe de 16 500 à 15 000 places. Plus de 7 200 m2 de locaux sous la tribune A permettent l'aménagement de grands vestiaires et d'une salle de presse. Les travaux de la tribune D permettent de créer des locaux pour la Fédération qui les utilise pour les opérations de relations publiques des partenaires du tournoi. Deux courts avec tribunes sont construits à la place des courts 5, 6, 7 et 8. Deux restaurants sont créés pour les personnels de l'organisation et des diffuseurs. Un parking est aménagé pour les véhicules techniques. Un nouveau court no 3 est construit en lieu et place des anciens courts no 3 et no 4. Estimés à 50 millions d'euros, ces travaux comprennent aussi la transformation du pavillon fédéral en restaurant, « Le Roland Garros ».
En 2001, le court central prend le nom de Philippe Chatrier, joueur de tennis et dirigeant de la Fédération française de tennis et de la Fédération internationale de tennis pendant de nombreuses années.
Entre 2004 et 2008, la tribune C, qui n'a pas été modifiée depuis la construction du central en 1928, est détruite et reconstruite. La galerie B du court Philippe-Chatrier est rénovée.
Entre 1993 et 2008, la Fédération française de tennis a financé 180 000 000 € dans le stade Roland-Garros.

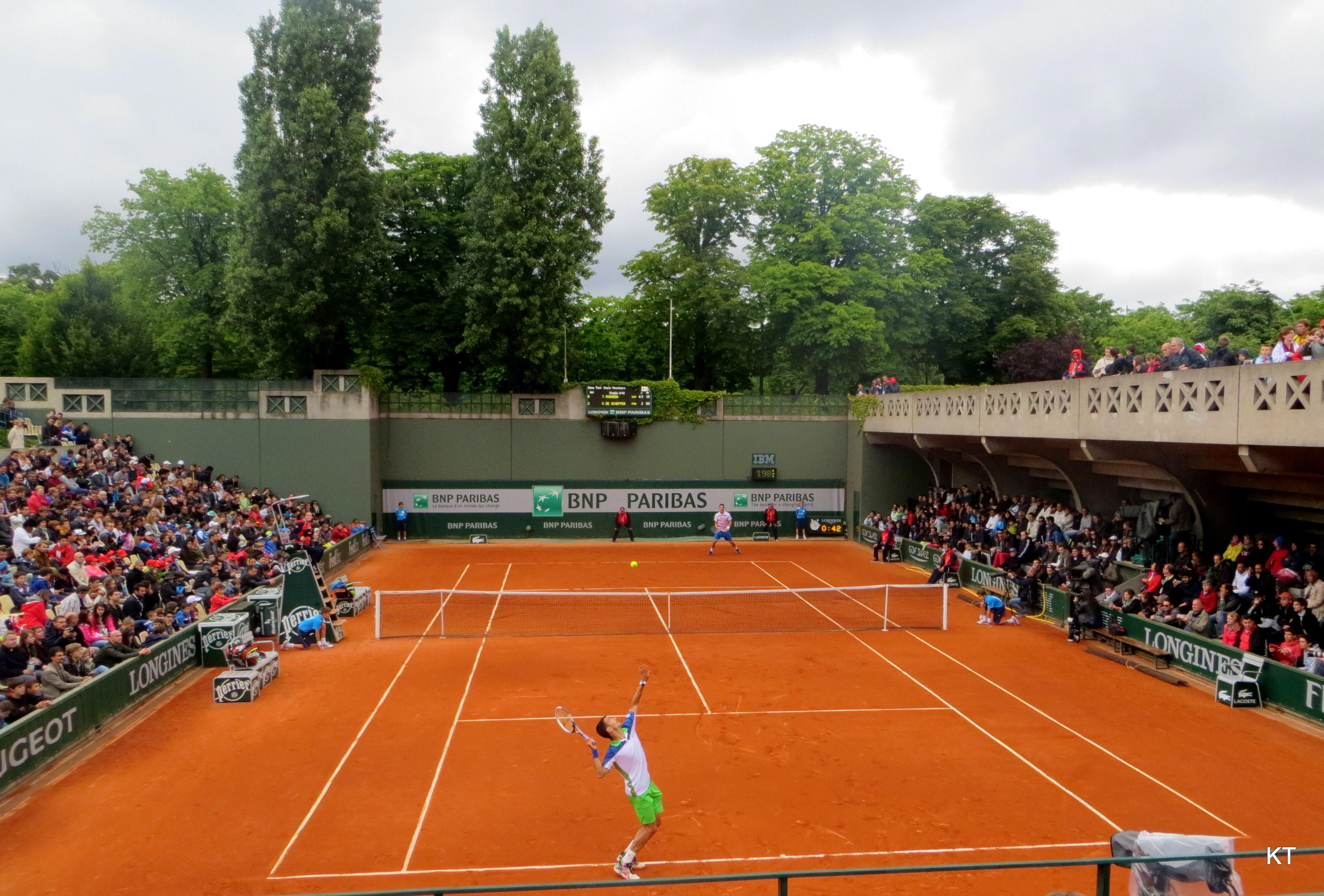
Court n°2
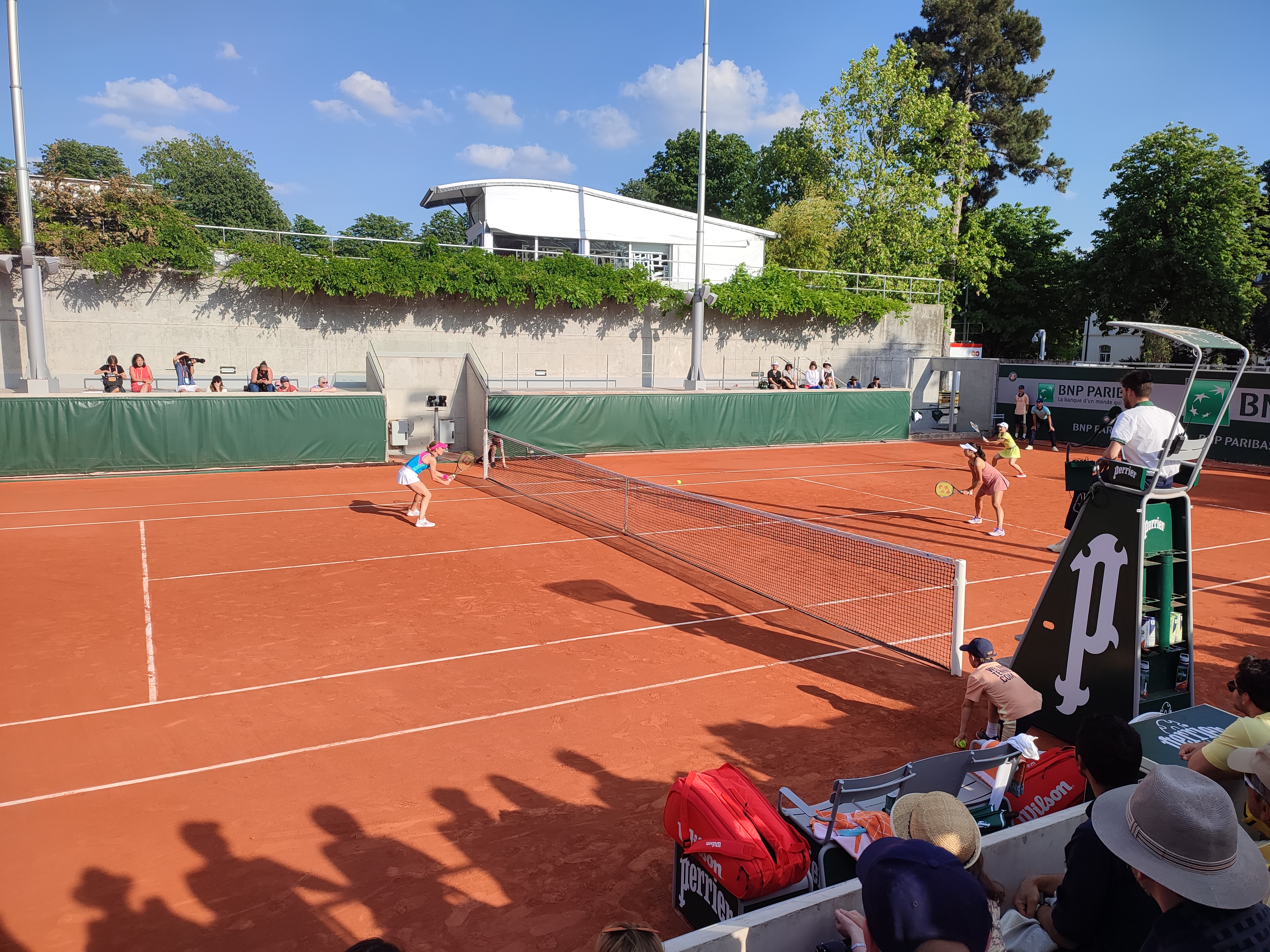
Court n°4
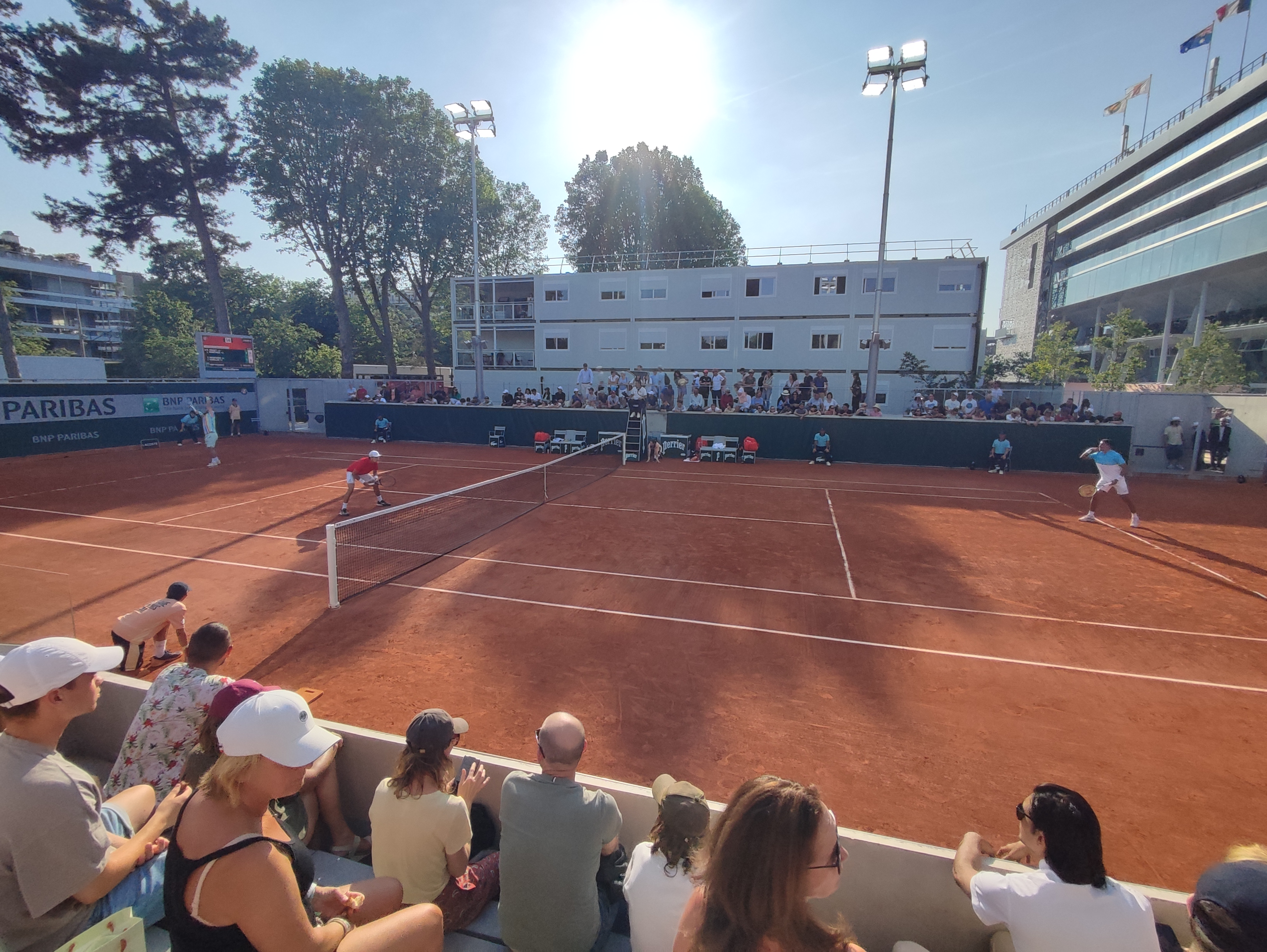
Court n°13
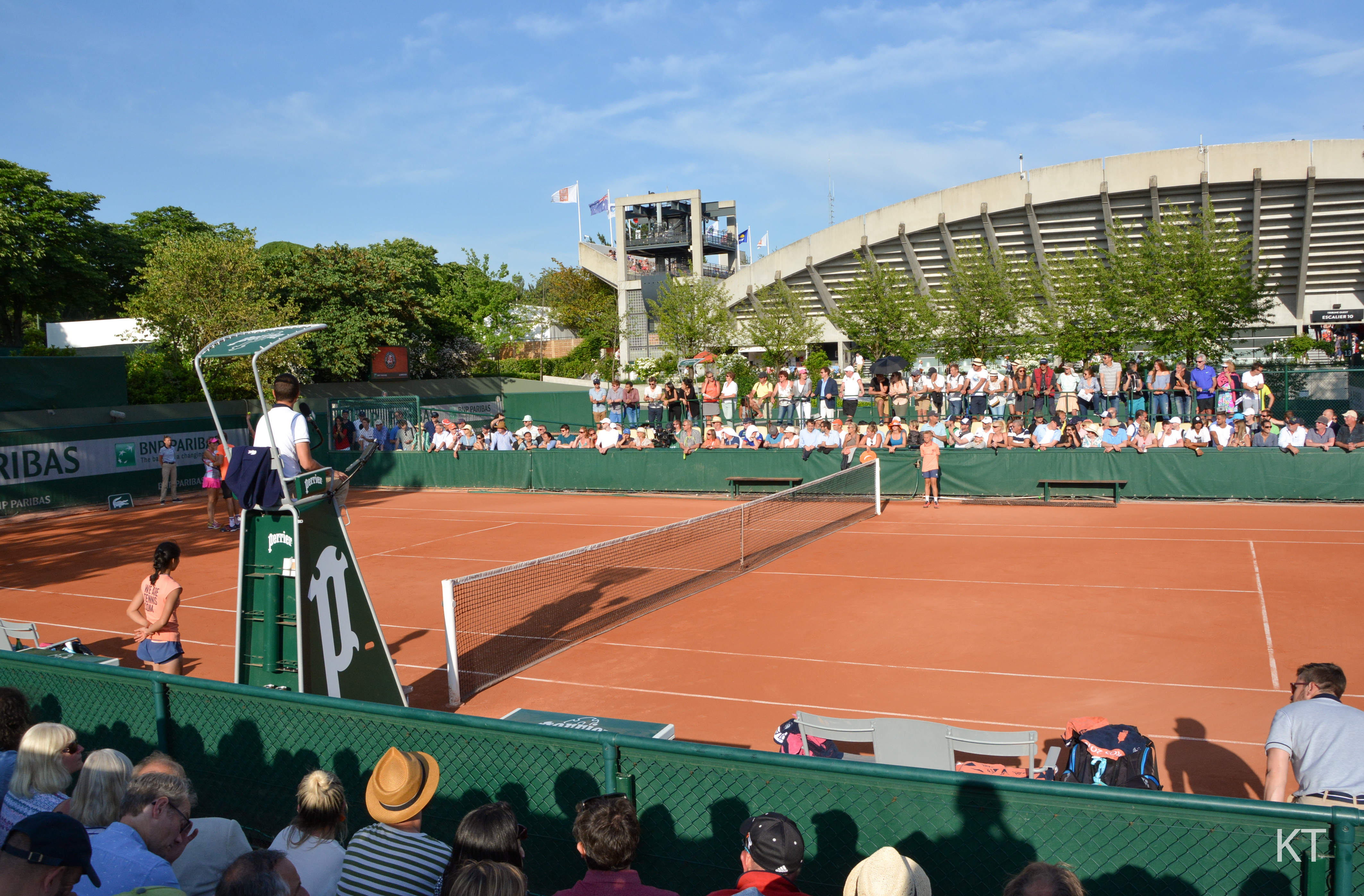
Court n°15
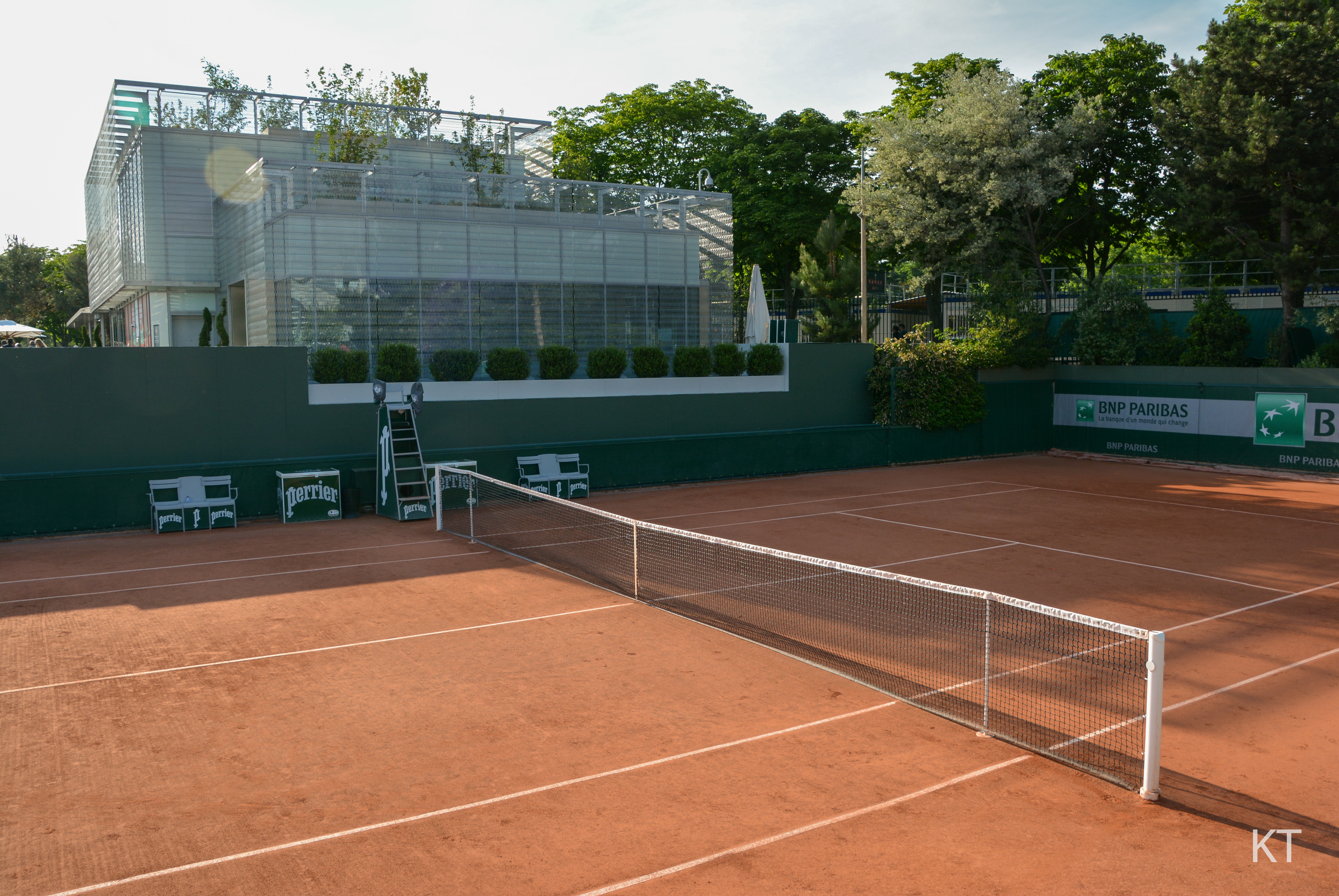
Court n°17
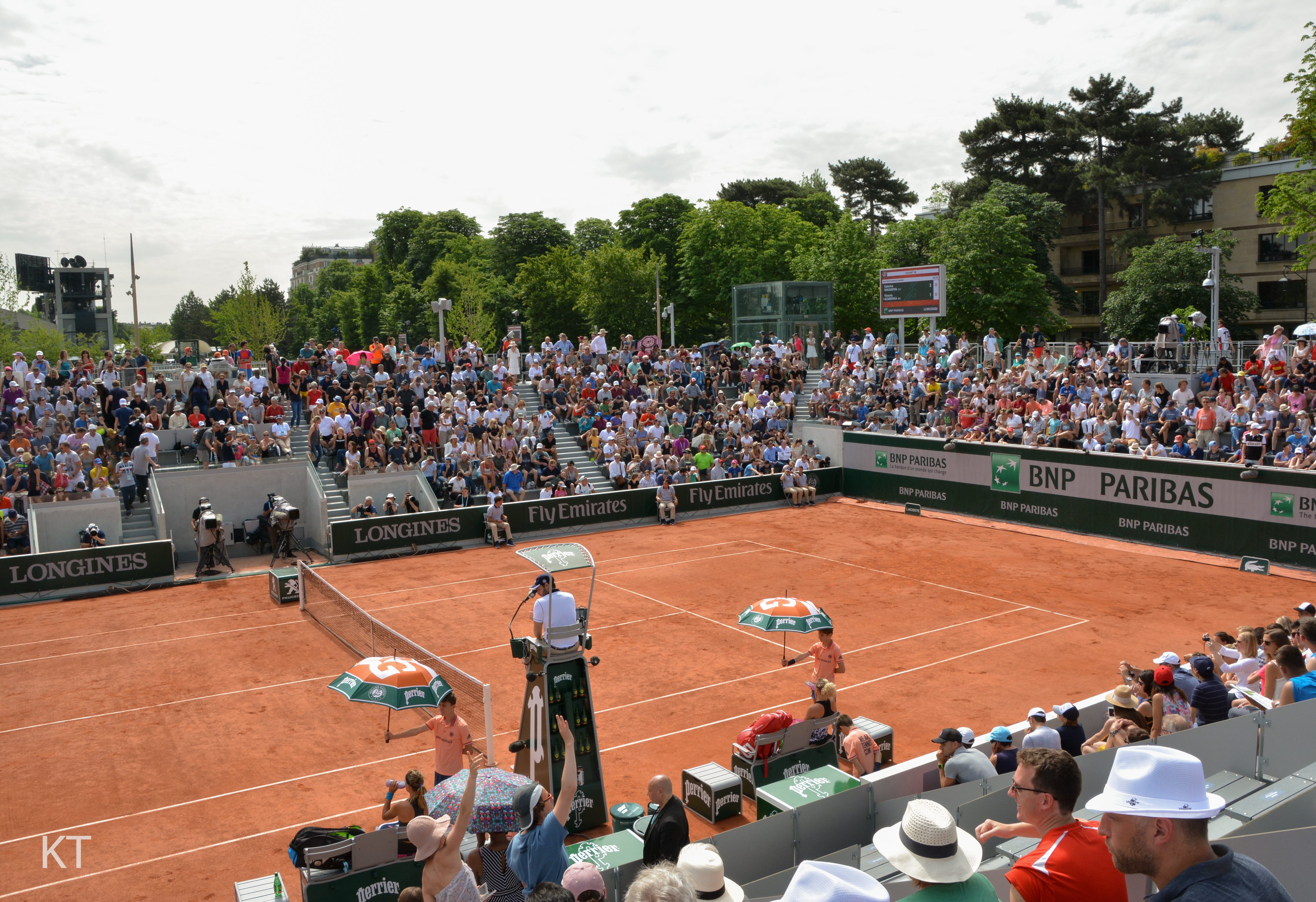
Court n°18

### Extension du stade au cours des années 2010
Au début des années 2010, les Internationaux de France manquent de place sur le stade de Roland-Garros. Avec moins d'une dizaine d'hectares, le site est notoirement plus petit que les sites des autres tournois du Grand Chelem. La Fédération française de tennis envisage plusieurs solutions d'extension du stade ainsi que la relocalisation du tournoi sur un autre site en Île-de-France.
Un projet d'extension du stade fut finalement proposé par la ville de Paris et la Fédération française de tennis. Ce projet, qui inclut la construction d'un nouveau court dans le jardin des serres d'Auteuil, fut l'objet de vives contestations de la part d'associations et individus engagés au nom de la défense des monuments historiques jusqu'en 2016. Les travaux sont finalement engagés, permettant l'évolution progressive du stade (les travaux étant menés entre les éditions successives du tournoi) :
- Ouverture des courts 7, 9 et 14 pour l'édition 2018.
- Reconstruction du court Philippe-Chatrier, ouverture du court Simonne-Mathieu ainsi que des courts 10, 11, 12, 13, 15 et 16 pour l'édition 2019.

Le court n°1 a été détruit après l'édition 2019 et un toit mobile posé sur le court Philippe-Chatrier pour l'édition 2020.

#### De vives oppositions
Ces projets ont provoqué la colère des riverains, des associations de défense du patrimoine et des élus Verts de Paris, qui rappellent que l'arrêté d'inscription mentionne l'ensemble du sol du jardin, ce qui interdit toute nouvelle construction, en particulier celle du fameux stade. Une pétition pour la sauvegarde du jardin en l'état, lancée dès la publication du projet, a reçu plus de 60 000 signatures et le soutien de célébrités comme Françoise Hardy.
Le projet a provoqué de graves divisions dans les rangs de la majorité du Conseil de Paris : le chef de file du groupe écologiste, Yves Contassot, s'est ainsi clairement désolidarisé du maire sur cette question. Cette division touche aussi l'opposition municipale, puisque deux élus UMP (David Alphand et Laurence Dreyfuss) s'opposent au projet contre l'avis de leur parti. Malgré cela, la commission départementale des sites a autorisé la Fédération française de tennis et la Ville de Paris à poursuivre l'étude de leur projet d'extension sur les serres d'Auteuil le 24 novembre 2010. Cet avis a été rendu grâce au soutien inattendu des délégués de l'État à la commission des sites. Cet avis, strictement préliminaire, se contente d'autoriser la FFT à déposer un projet, qui doit encore être approuvé et recevoir un permis de construire.
Afin de pouvoir délivrer ce permis de construire, la Mairie de Paris a entamé une procédure de révision du plan local d'urbanisme. Fin juin 2012, en rendant son rapport, le commissaire-enquêteur a émis des réserves graves sur le plan conjoint de la municipalité et de la fédération et imposé cinq modifications significatives : 
- une réduction du périmètre du projet, réduit à 12 hectares contre 14,6 réclamés ;
- l'interdiction de privatiser le jardin pendant le tournoi ;
- l'interdiction de fermer l'avenue Gordon-Bennett pendant plus de six semaines par an ;
- le refus de permettre un dépassement des hauteurs réglementaires pour le stade Suzanne Lenglen et pour le centre national d'entraînement ;
- la constitution d'un comité de suivi composé des associations de résidents.

À cette occasion, les élus Verts de la capitale et les associations ont souligné la supposée mauvaise foi de la municipalité qui n'aurait jamais accepté de les entendre ou de considérer leur contre-projet.

#### Les arguments de la municipalité
Face à cette forte contestation, la municipalité fait valoir une série de contre-arguments. Les travaux ne concernent pas les serres de Formigé mais des serres chaudes construites dans les années 1980 et les bâtiments en meulière qui se trouvent dans le jardin. Ces serres, décrites comme dénuées d'intérêt monumental, doivent être remplacées par un bandeau de serres qui ceinturerait le futur stade. La qualité de l'architecte, Marc Mimram, auteur notamment de la passerelle Solférino, et les nouvelles techniques de construction de serres mises en œuvre lors de la restauration du Jardin des plantes sont mises en avant. Cette nouvelle disposition des plantes est présentée comme un réel progrès.
Le projet ne prévoit toutefois que 1 700 m2 de nouvelles serres contre les 2 700 qui doivent être détruites. L'Hôtel de ville fait également remarquer que les bâtiments en meulière sont inutilisés en été : l'orangerie ne sert par définition qu'en hiver tandis que les autres bâtiments sont inoccupés depuis le déménagement de la direction des parcs et jardins ordonné par cette même municipalité en 2008. Une intense campagne de lobbying de la municipalité a complété avec un succès provisoire ce contre-argumentaire.

#### Inquiétude pour le devenir des collections botaniques

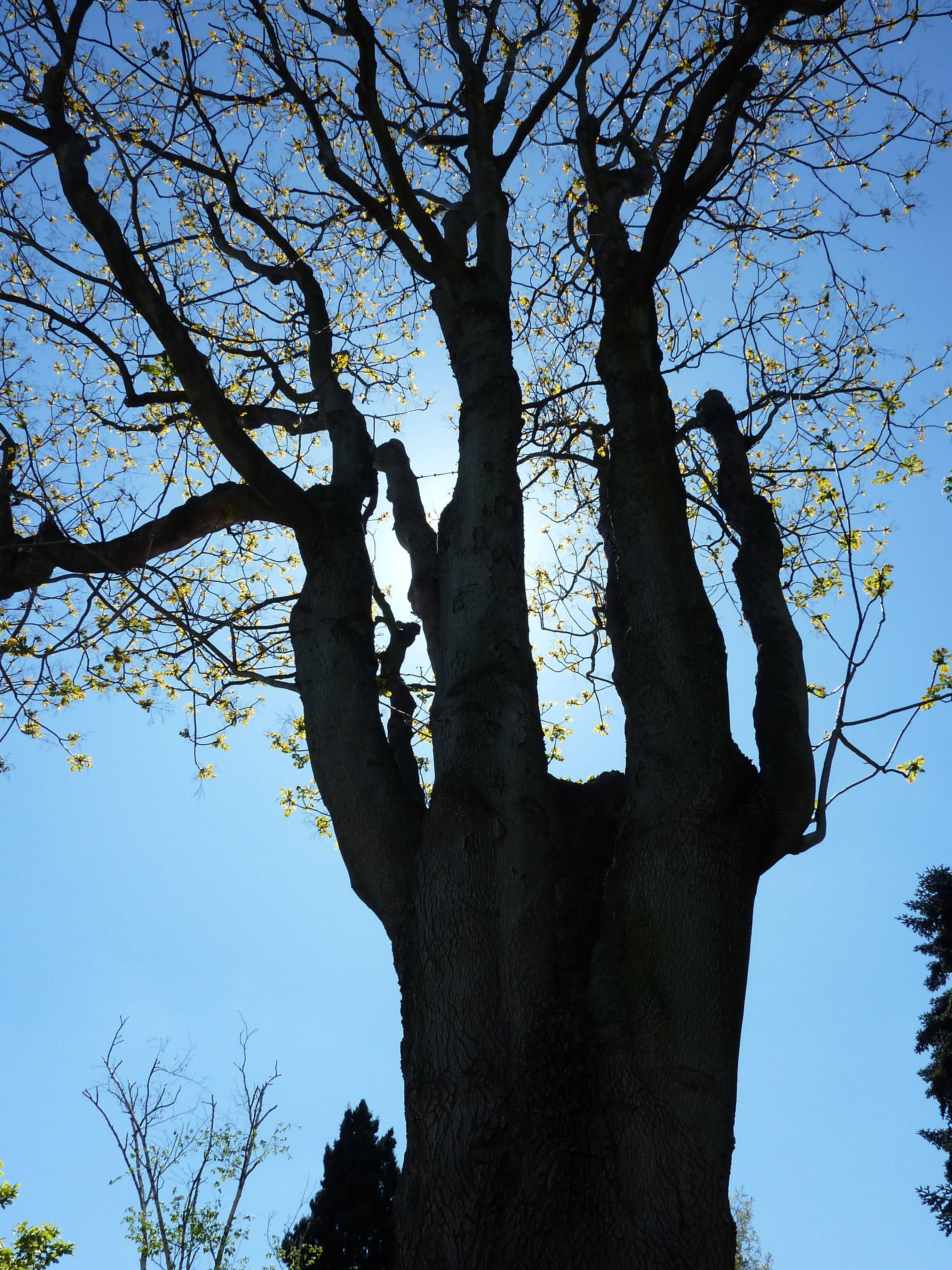
Le vénérable spécimen d'ailante (Ailanthus giraldii) du jardin des serres d'Auteuil, l'un des arbres remarquables menacés par le projet d'extension.

Fin mai 2012, des associations de protection de l'environnement et de défense du patrimoine — France Nature Environnement (FNE), la SPPEF et l'association Vieilles maisons françaises (VMF) — soutenues notamment par l'ICOMOS paysages, la plus haute instance internationale de protection du patrimoine et du paysage, rattachée à l’UNESCO, ont proposé une alternative au projet d'extension consistant à épargner les serres et l'actuel court numéro un en gagnant du terrain par la couverture d'une portion de l'autoroute de Normandie. Ce projet n'a pas retenu l'attention des autorités et l'inquiétude demeurait quant aux perturbations à venir sur ce site classé, dont les plantations vénérables du parc et les collections botaniques rares, parfois centenaires et patiemment adaptées dans ces serres chaudes, constituent un patrimoine fragile en cas de déménagement forcé.
ICOMOS considère notamment que le projet de la FFT prévoit des serres qui n'ont pas les caractéristiques techniques nécessaires pour recevoir des plantes fragiles — 10 000 plantes tropicales et subtropicales, dont 38 ont le label Union internationale pour la conservation de la nature (UICN) —, « qu'il se réduit à un cache-misère décoratif » et entraînerait de plus la disparition d'une vingtaine d'arbres, dont plusieurs arbres remarquables comme le Pistachier térébinthe, un Micocoulier de l'espèce Celtis koraiensis et un Ailante de l'espèce Ailanthus giraldii.

#### Bataille juridique avant les travaux d'extension et de rénovation
Le 28 février 2013, le tribunal administratif de Paris annule la délibération du Conseil de Paris qui prévoyait l'extension du stade pour 2016. La décision se fonde sur le fait que, d'une part, le « sol » du site horticole de la Ville est inscrit à l'inventaire supplémentaire des monuments historiques et que, d'autre part, la délibération est jugée « illégale », le montant de la redevance de la FFT à la Ville étant « manifestement insuffisant au regard des avantages de toute nature consentis » par la mairie.
La Ville de Paris et la FFT ont immédiatement fait appel. Leur requête a été rejetée par un arrêt de la cour administrative d'appel de Paris en date du 17 octobre 2013. Le 23 avril 2013, les élus parisiens ont voté une nouvelle convention à signer avec la FFT, intégrant cette fois l'information sur l'inscription du site à l'inventaire supplémentaire des monuments historiques, une hausse de la redevance et le raccourcissement de 99 à 50 ans de la durée de cet accord.
Le 20 février 2014, le tribunal administratif de Paris a rejeté trois recours déposés par des associations de protection du patrimoine et de l’environnement, qui se disent déterminées à poursuivre leur combat.
Le 9 juin 2015, après arbitrage du Premier ministre Manuel Valls, Anne Hidalgo annonce que les permis de construire concernant l'agrandissement ont été signés par la ville de Paris, prévoyant l'aménagement d'un hectare dans le jardin des serres d'Auteuil hors période du tournoi (construction d'un stade de tennis de 5 000 places ceinturé de serres et transformation des bâtiments en meulière classés en espaces dévolus au public, boutiques FFT et bureaux). Durant 9 semaines, le FFT étendra son emprise sur 2 hectares du jardin, transformant le jardin contemporain des serres d'Auteuil en zone de déambulation du public et espaces de montage et démontage du tournoi.
Les permis de construire font l’objet de 7 recours contentieux déposés par des associations de protection de l’environnement et du patrimoine dont 3 déposés par FNE Ile-de-France, la SPPEF, les VMF, auteurs du projet alternatif sur l'A13. Les autorisations ministérielles sont également attaquées devant les juridictions administratives.
Saisi en référé par les héritiers de l’architecte des serres, Jean-Camille Formigé, au nom du « droit d’auteur », le TGI de Paris ordonne fin décembre 2015 la suspension des travaux pendant trois mois. Le 9 mars 2016, le rapporteur public du tribunal administratif se prononce pour « le prolongement de l’arrêt du chantier, prononcé en décembre après l’action de la famille de Jean-Camille Formigé » ; l'affaire est mise en délibéré.
Les derniers recours sont rejetés en 2016, le Court Simonne-Mathieu d'une capacité de 5000 places, troisième plus grand court que compte l'enceinte sportive, après le court Philippe-Chatrier et le court Suzanne-Lenglen peut ainsi être construit à l'emplacement d'une partie du jardin des serres d'Auteuil et entrer en fonction à l'occasion de l'édition 2019. Par ailleurs, le court central est détruit et reconstruit en deux phases : la nouvelle enceinte principale du stade Roland Garros est mise en service en 2019 et le toit rétractable qui la couvre doit être prêt pour 2020. Pour les Internationaux de France 2020, le court circulaire N°1  aura été détruit, remplacé par « le Jardin des Mousquetaires », dont la livraison définitive est prévue pour 2021. Enfin, quatre courts (les quatre principaux : le Chatrier, le Suzanne-Lenglen, le Simone-Matthieu et le court n°14) vont être dotés d'éclairages afin que les parties puissent se poursuivre à la nuit tombante, avec un objectif à terme d’organiser des sessions de nuit comme à l’US Open.

## Évènements

### Tennis
- Coupe Davis : 1928, 1929, 1930, 1931, 1932, 1933
- Internationaux de France : depuis 1928 (excepté entre 1940 et 1945)
- Internationaux de France Professionnels : 1930, 1933, 1935-1939, 1958-1962
- Coupe de la Fédération : 1968, 2005
- Jeux olympiques : 2024

### Tennis-fauteuil
- Jeux paralympiques : 2024

### Padel
- Greenweez Paris Premier Padel Major, depuis 2022.

### Boxe
- Marcel Thil-Vince Dundee, le 11 juillet 1931.
- Edouard Tenet-Eugene Drouhin, le 27 juin 1934.
- Tournoi pré-olympique, les 14 et 15 juin 1935.
- Marcel Thil-Carmelo Candel, le 28 juin 1935.
- Assane Diouf-Robert Charron, le 17 juin 1945.
- Marcel Cerdan-Holman Williams, le 7 juillet 1946.
- Laurent Dauthuille-Gustave Degouven, le 15 juin 1947.
- Jean-Claude Bouttier-Carlo Duran, le 10 juin 1971.
- Carlos Monzon-Jean-Claude Bouttier, le 29 septembre 1973.
- John H. Stracey-Roger Menetrey et Jean-Claude Bouttier-Kevin Finnegan, le 27 mai 1974.
- Igor Mikhalkin-Mathieu Bauderlique et Tony Yoka-Petar Milas, le 10 février 2021.
- Jeux olympiques : 2024

### Basket-ball
- Finales du championnat de France masculin de basket-ball, entre 1934 et 1939 puis en 1945, 1947 et 1948.
- Paris Basketball-AS Monaco, Betclic Élite, le 16 octobre 2022.
- Metropolitans 92-AS Monaco, match 3 de la finale des Playoffs de Betclic Élite, le 15 juin 2023 (Court Philippe-Chatrier)[32].
- Quai 54, phases finales : 2023 et 2025 (Court Simonne-Mathieu).

### Autres évènements sportifs
- Paris Beach Pro Tour 2022 du World Beach Pro Tour, du 28 septembre au 2 octobre 2022.
- Paris Beach Pro Tour 2023 du World Beach Pro Tour, du 28 septembre au 1 octobre 2023[33].
- Red Bull BC One World Final, le 21 octobre 2023.

### Spectacles
- Fary - Aime moi si tu peux, le 7 juillet 2023 (Court Philippe-Chatrier).

## Courts

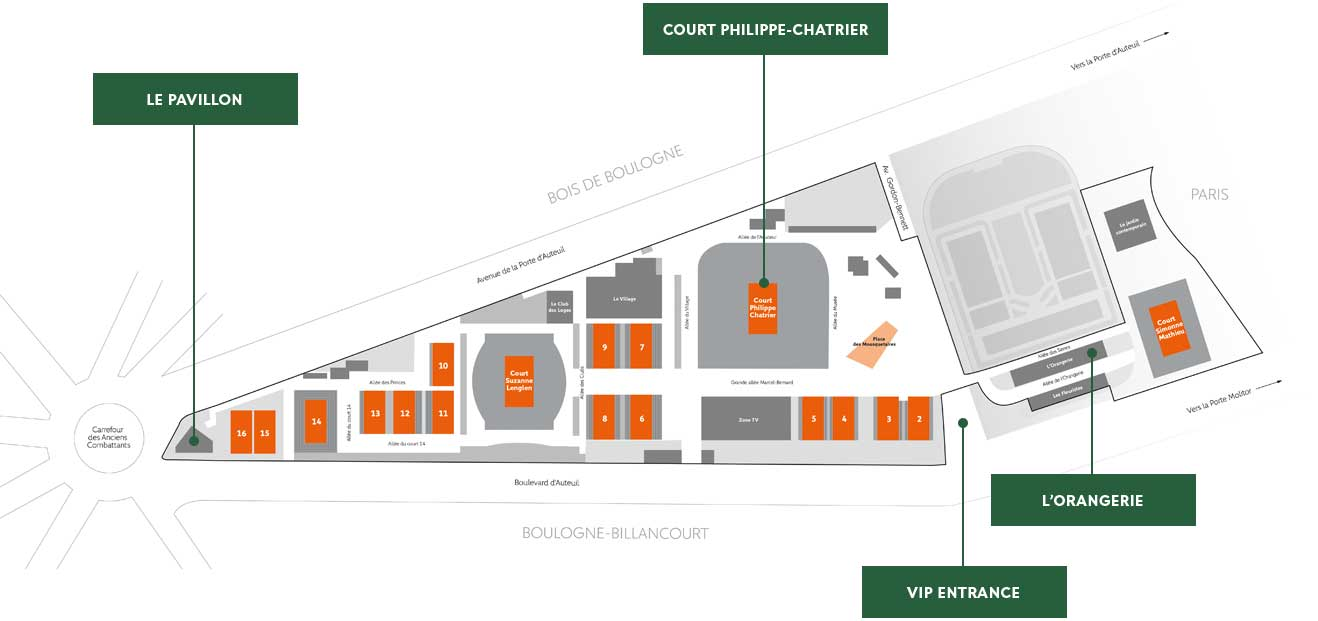
Plan du stade Roland-Garros depuis 2021

| Court                     | Capacité     | Année de construction | Zone                        |
| ------------------------- | ------------ | --------------------- | --------------------------- |
| Court Philippe-Chatrier   | 15 225       | 1928 / 2020           | Place des Mousquetaires     |
| Court Suzanne-Lenglen     | 10 056       | 1994                  | Le Village                  |
| Court Simonne-Mathieu     | 5 000        | 2019                  | Jardin des serres d'Auteuil |
| Court n°14                | 2 200        | 2018                  | Fonds des Princes           |
| Courts n°6 et 8           | 1 146 et 350 | 2018                  | Le Village                  |
| Courts n°7 et 9           | 1 146 et 350 | 1986                  | Le Village                  |
| Courts n° 2 et 3          | 270          | 2020                  | Place des Mousquetaires     |
| Courts n°4 et 5           | ~360         | 1999                  | Place des Mousquetaires     |
| Courts n°10, 11, 12 et 13 | 500 et 380   | 2019                  | Fonds des Princes           |
| Courts n°15 et 16         | Entraînement | 2019                  | Fonds des Princes           |

### Court Philippe-Chatrier
Construit en 1928, il s'appelait alors « Court Central », il est renommé court Philippe Chatrier en 2001, en hommage à Philippe Chatrier, ancien président de la Fédération française de tennis (FFT) et de la Fédération internationale de tennis (FIT), décédé en 2000.
Jusqu'à l'édition 2018, il pouvait accueillir 14 911 spectateurs.
Entre les éditions 2018 et 2019, la quasi-totalité du court est détruite et reconstruite pour permettre au court de recevoir un toit rétractable (installé entre les éditions 2019 et 2020). La capacité est passée de 14 911 sièges à 15 225 et le confort est accru, la largeur du court ayant notamment augmenté de 16 mètres.

### Court Suzanne-Lenglen
Construit en 1994 il peut accueillir 10 056 spectateurs. Il subit une réfection mineure en 2018 et depuis 2024 il dispose d'un toit rétractable. 

### Court Simonne-Mathieu
Construit en 2019, initialement nommé court des serres, il accueille 5 000 places et est situé dans le jardin des serres d'Auteuil.

### Courtno1
Construit en 1980 il peut accueillir 3 802 spectateurs. Le court a été démoli après l'édition 2019 du tournoi.

## Moyens d'accès
Les transports en commun facilitent l’accès au stade : métro, bus, vélib'.
Durant l'événement, un service gratuit de trois lignes soit environ quarante navettes assure le transport du public en continu entre les différentes entrées du stade, les parkings publics et les stations de métro les plus proches du stade. Enfin, deux stations de taxis sont temporairement mises en place pour l'événement.
Les lignes 9 et 10 du métro s'arrêtent aux stations de métro Michel-Ange - Auteuil et Michel-Ange - Molitor, tandis que la ligne 9 dessert aussi le site à la station Porte de Saint-Cloud et la ligne 10 à la station Porte d'Auteuil.
Une dizaine de lignes du réseau de bus RATP et une ligne du réseau de bus du Grand Versailles desservent le site aux différents arrêts situés à proximité, la desserte de certains étant suspendue durant le tournoi.
Enfin, trois stations de Vélib' sont situées rue d'Auteuil et dans l'allée des Fortifications.

## Gastronomie
En 2005, le chef cuisinier Marc Veyrat crée le restaurant « le Roland Garros » dans le Pavillon fédéral en plein cœur du stade, face au court central, une réalisation du designer Miguel Cancio Martins. La carte créée par Veyrat est réalisée par le chef Xavier Rousseau.